# Nessa (Còrsega)
Nessa (en cors Nessa) és un municipi francès, situat a la regió de Còrsega, al departament d'Alta Còrsega. L'any 1999 tenia 77 habitants.

## Demografia
| 1962 | 1968 | 1975 | 1982 | 1990 | 1999 |
| ---- | ---- | ---- | ---- | ---- | ---- |
| 97   | 97   | 98   | 100  | 91   | 77   |

## Administració
| Període | Identitat            | Partit | Qualitat |  |
| ------- | -------------------- | ------ | -------- |  |
| 2001-   | Michel Pascal Nobili | UMP    |          |  |

## Personatges il·lustres
- Don-Gregorio Salvini